# Viktor Claesson
Viktor Johan Anton Claesson (Värnamo, 2 gennaio 1992) è un calciatore svedese, centrocampista del Copenaghen e della nazionale svedese.

## Caratteristiche tecniche
Attaccante dotato di potenza di tiro e precisione, è un'ala destra, ma gioca pure come ala sinistra, punta centrale e seconda punta, ma può prestarsi anche come trequartista.Il suo buon senso del posizionamento, oltre ad avvantaggiare le sua qualità di finalizzatore, lo rendono forte anche in chiave assist. Claesson è un bravo rigorista, usa bene pure il colpo di testa, il suo piede forte è il destro, inoltre è abile nell'attaccare in profondità.

## Carriera

### Club

#### IFK Värnamo
Claesson è nato e cresciuto calcisticamente nella sua città natale Värnamo. Sotto la supervisione di Jonas Thern, il club ha conquistato la promozione in Superettan, la seconda serie nazionale, anche grazie a giovani come Simon Thern, Lalawélé Atakora e lo stesso Claesson. L'anno seguente Claesson con la maglia dell'IFK Värnamo ha realizzato 13 gol in 29 partite, la prima rete la realizza pareggiando per 1-1 contro il Landskrona BolS, un altro gol lo mette a segno sconfiggendo per 3-1 vincendo contro il IF Brommapojkarna, con lo stesso risultato si conclude la vittoria ai danni dell'IK Brage dove Claesson sengna una doppietta, si ripete poi nella nella sconfitta per 4-2 contro il J-Södra dove realizza altre due reti, l'ultimo gol invice riesce a segnarlo contro l'Hammarby decidendo il risultato per 1-0. Nonostante ciò la squadra è stata costretta a superare per gli spareggi per non tornare in Division 1.

#### Elfsborg
A partire dalla stagione 2012 è diventato ufficialmente un giocatore dell'Elfsborg a fronte della firma di un contratto quadriennale. Ventenne, Claesson ha fatto parte della rosa che ha conquistato il titolo nel campionato svedese, la squadra supera di due punti la seconda arrivata, il Häcken, Claesson è stato determinante nel punteggio finale, segna la rete del 2-1 che consegna la vittoria sill'Helsingborgs IF, inoltre è autore del gol che fissa il punteggio per 3-2 battendo il Mjällby. Realizza undici reti nell'edizione 2015, apre le marcature battendo per 5-1 il Gefle, segna un gol sconfiggendo per 2-1 sia l'Helsingborgs IF che l'Åtvidaberg, insacca una rete nel successo per 4-2 contro il Falkenberg, inoltre è autore di una doppietta prevalendo per 3-2 ai danni dell' IFK Norrköping.
Segna otto gol nell'edizione 2016, realizza una rete battendo per 3-0 il Djurgårdens IF, segna un rigore sconfiggendo per 5-0 il Falkenbergs, il suo gol permette alla squadra di vincere per 1-0 contro l'Helsingborgs IF, inoltre con due reti e un assist vincente batte per 3-1 l'Östersund.

#### Krasnodar
Il 25 gennaio 2017 è stato ceduto in Russia, al Krasnodar, per circa 20 milioni di corone svedesi. All'esordio ufficiale con i russi, dopo solo quattro minuti di gioco, ha firmato la rete del 1-0 che ha permesso al Krasnodar di battere il Fenerbahçe nell'andata dei sedicesimi di Europa League. Segna dieci reti nell'edizione 2017-2018 della Prem'er-Liga, realizza un gol contro l'Amkar e l'Anži Machačkala pareggiando per 1-1 entrambi i match, mette a segno il gol del 2-1 battendo lo Zenit, un'altra rete la segna battendo per 3-2 l'Achmat Groznyj, realizza il primo gol della partita nella vittoria per 4-1 ai danni del SKA-Khabarovsk, con lo stesso risultato si conclude la sconfitta contro lo Spartak Moskva dove Cleasson è ancora autore di una rete. 
Claesson nell'edizione 2018-2019 del campionato ha segnato dodici reti, realizza il gol del 1-0 sconfiggendo sua il Rubin Kazan' che il Kryl'ja Sovetov Samara, segna una rete pure contro l'Ural e il CSKA Mosca vincendo per 2-1 entrambe le partite, un altro gol lo realizza battendo per 3-0 l'Enisey Krasnojarsk, con lo stesso risultato si conclude il match vinto contro il Dinamo Mosca  dove Claesson segna una doppitta, si è rivelato fondamentale per il raggiungimento del terzo posto in classifica. L'infortunio al legamento crociato rimediato con la nazionale nel giugno 2019, tuttavia, lo ha costretto a saltare l'intera stagione 2019-2020, visto che è tornato ufficialmente in campo solo nell'agosto 2020. Nell'autunno 2020 ha giocato le sue prime partite in una fase a gironi di UEFA Champions League.
Il 5 marzo 2022 ha rescisso il proprio contratto con il Krasnodar a seguito del conflitto tra Russia e Ucraina.

#### Copenaghen
Il 31 marzo seguente si accasa ai danesi del Copenaghen.Vinve la Superligaen segnando dodici reti, realizza il gol del 1-0 battendo il Silkeborg, riesce a mettere a segno una rete nella vittoria contro il Brøndby prevalendo per 3-1, con il suo gol fissa il risultato sul 2-1 riuscendo a vincere contro il Viborg, segna una doppietta prima sconfiggendo per 3-1 l'Aalborg BK  e poi battendo per 3-0 il Lyngby. Riesce a vincere la Coppa di Danimarca, nel match contro l'Hobro che si è concluso per 1-1 il Copenaghen vince ai rigori per 5-3, Claesson è il primo a segnare dal dischetto, nella vittoria contro il Vejle segna la rete del 2-0, mentre nella semifinale che vede come avversario il Nordsjælland è autore di una doppietta vincendo per 5-3.
Conquista la vittoria dell'edizione 2024-2025, segna in tutto sei gol, il primo perdendo per 3-2 contro il Nordsjælland, con una doppietta contribuisce a battere per 3-1 il Vejle, con lo stesso risultato si conclude la partita vinta contro l'AGF dove Claesson realizza una rete. Riesce a vincere la DBUs Landspokalturnering dove segna il gol del 2-1 vincendo contro il Sønderjysk, mentre nella vittoria contro il Viborg con il suo assist permette a Jordan Larsson di realizzare il gol del 1-0

### Nazionale
Dopo aver svolto la trafila delle nazionali giovanili, nel 2012 è stato chiamato per la prima volta dal CT della nazionale maggiore Erik Hamrén in occasione di un tour invernale in Medio Oriente dove segna la sua prima rete con la maglia della Svezia battendo per 5-0 il Qatar. Durante un'amichevole, il 28 marzo 2017, realizza una doppietta sconfittendo per 3-2 il Portogallo.
Nel 2018 ha partecipato ai Mondiali 2018, durante i quali ha giocato titolare in tutte e cinque le partite, contro al Messico nel match vinto per 3-0, la prima rete della partita viene segnata da Ludwig Augustinsson grazie all'assist di Claesson: la Svezia arrivare fino ai quarti di finale contro l'Inghilterra perdendo per 2-0. Ha disputato inoltre gli Europei 2020, che per via della pandemia di COVID-19 si sono in realtà disputati nel 2021.
Durante le qualificazione per la Coppa del Mondo 2022, Claesson è autore del gol che consegna la vittoria su 1-0 contro la Georgia, inoltre segna la rete del 2-1 battendo la Spagna.

## Statistiche

### Cronologia presenze e reti in nazionale
| Cronologia completa delle presenze e delle reti in nazionale ― Svezia | Cronologia completa delle presenze e delle reti in nazionale ― Svezia | Cronologia completa delle presenze e delle reti in nazionale ― Svezia | Cronologia completa delle presenze e delle reti in nazionale ― Svezia | Cronologia completa delle presenze e delle reti in nazionale ― Svezia | Cronologia completa delle presenze e delle reti in nazionale ― Svezia | Cronologia completa delle presenze e delle reti in nazionale ― Svezia | Cronologia completa delle presenze e delle reti in nazionale ― Svezia |
| Data                                                                  | Città                                                                 | In casa                                                               | Risultato                                                             | Ospiti                                                                | Competizione                                                          | Reti                                                                  | Note                                                                  |
| --------------------------------------------------------------------- | --------------------------------------------------------------------- | --------------------------------------------------------------------- | --------------------------------------------------------------------- | --------------------------------------------------------------------- | --------------------------------------------------------------------- | --------------------------------------------------------------------- | --------------------------------------------------------------------- |
| 18-1-2012                                                             | Doha                                                                  | Bahrein                                                               | 0 – 2                                                                 | Svezia                                                                | Amichevole                                                            | -                                                                     | 73’                                                                   |
| 23-1-2012                                                             | Doha                                                                  | Qatar                                                                 | 0 – 5                                                                 | Svezia                                                                | Amichevole                                                            | 1                                                                     | 63’                                                                   |
| 23-1-2013                                                             | Chiang Mai                                                            | Svezia                                                                | 1 – 1 (4 – 1 dtr)                                                     | Corea del Nord                                                        | Amichevole                                                            | -                                                                     |                                                                       |
| 26-1-2013                                                             | Chiang Mai                                                            | Svezia                                                                | 3 – 0                                                                 | Finlandia                                                             | Amichevole                                                            | -                                                                     |                                                                       |
| 6-1-2016                                                              | Abu Dhabi                                                             | Svezia                                                                | 1 – 1                                                                 | Estonia                                                               | Amichevole                                                            | -                                                                     | 46’                                                                   |
| 10-1-2016                                                             | Abu Dhabi                                                             | Svezia                                                                | 3 – 0                                                                 | Finlandia                                                             | Amichevole                                                            | -                                                                     |                                                                       |
| 15-11-2016                                                            | Budapest                                                              | Ungheria                                                              | 0 – 2                                                                 | Svezia                                                                | Amichevole                                                            | -                                                                     | 65’                                                                   |
| 8-1-2017                                                              | Abu Dhabi                                                             | Svezia                                                                | 1 – 2                                                                 | Costa d'Avorio                                                        | Amichevole                                                            | -                                                                     |                                                                       |
| 12-1-2017                                                             | Abu Dhabi                                                             | Svezia                                                                | 6 – 0                                                                 | Slovacchia                                                            | Amichevole                                                            | -                                                                     |                                                                       |
| 25-3-2017                                                             | Solna                                                                 | Svezia                                                                | 4 – 0                                                                 | Bielorussia                                                           | Qual. Mondiali 2018                                                   | -                                                                     | 85’                                                                   |
| 28-3-2017                                                             | Funchal                                                               | Portogallo                                                            | 2 – 3                                                                 | Svezia                                                                | Amichevole                                                            | 2                                                                     |                                                                       |
| 9-6-2017                                                              | Solna                                                                 | Svezia                                                                | 2 – 1                                                                 | Francia                                                               | Qual. Mondiali 2018                                                   | -                                                                     | 77’                                                                   |
| 13-6-2017                                                             | Oslo                                                                  | Norvegia                                                              | 1 – 1                                                                 | Svezia                                                                | Amichevole                                                            | -                                                                     | cap.                                                                  |
| 31-8-2017                                                             | Sofia                                                                 | Bulgaria                                                              | 3 – 2                                                                 | Svezia                                                                | Qual. Mondiali 2018                                                   | -                                                                     | 82’                                                                   |
| 3-9-2017                                                              | Borisov                                                               | Bielorussia                                                           | 0 – 4                                                                 | Svezia                                                                | Qual. Mondiali 2018                                                   | -                                                                     | 67’                                                                   |
| 7-10-2017                                                             | Solna                                                                 | Svezia                                                                | 8 – 0                                                                 | Lussemburgo                                                           | Qual. Mondiali 2018                                                   | -                                                                     |                                                                       |
| 10-10-2017                                                            | Amsterdam                                                             | Paesi Bassi                                                           | 2 – 0                                                                 | Svezia                                                                | Qual. Mondiali 2018                                                   | -                                                                     | 68’                                                                   |
| 10-11-2017                                                            | Solna                                                                 | Svezia                                                                | 1 – 0                                                                 | Italia                                                                | Qual. Mondiali 2018                                                   | -                                                                     |                                                                       |
| 13-11-2017                                                            | Milano                                                                | Italia                                                                | 0 – 0                                                                 | Svezia                                                                | Qual. Mondiali 2018                                                   | -                                                                     | 71’                                                                   |
| 24-3-2018                                                             | Solna                                                                 | Svezia                                                                | 1 – 2                                                                 | Cile                                                                  | Amichevole                                                            | -                                                                     |                                                                       |
| 27-3-2018                                                             | Craiova                                                               | Romania                                                               | 1 – 0                                                                 | Svezia                                                                | Amichevole                                                            | -                                                                     | 83’                                                                   |
| 9-6-2018                                                              | Göteborg                                                              | Svezia                                                                | 0 – 0                                                                 | Perù                                                                  | Amichevole                                                            | -                                                                     |                                                                       |
| 18-6-2018                                                             | Nižnij Novgorod                                                       | Svezia                                                                | 1 – 0                                                                 | Corea del Sud                                                         | Mondiali 2018 - 1º turno                                              | -                                                                     | 61’                                                                   |
| 23-6-2018                                                             | Soči                                                                  | Germania                                                              | 2 – 1                                                                 | Svezia                                                                | Mondiali 2018 - 1º turno                                              | -                                                                     | 74’                                                                   |
| 27-6-2018                                                             | Ekaterinburg                                                          | Messico                                                               | 0 – 3                                                                 | Svezia                                                                | Mondiali 2018 - 1º turno                                              | -                                                                     |                                                                       |
| 3-7-2018                                                              | San Pietroburgo                                                       | Svezia                                                                | 1 – 0                                                                 | Svizzera                                                              | Mondiali 2018 - Ottavi di finale                                      | -                                                                     |                                                                       |
| 7-7-2018                                                              | Samara                                                                | Svezia                                                                | 0 – 2                                                                 | Inghilterra                                                           | Mondiali 2018 - Quarti di finale                                      | -                                                                     |                                                                       |
| 6-9-2018                                                              | Praga                                                                 | Austria                                                               | 2 – 0                                                                 | Svezia                                                                | Amichevole                                                            | -                                                                     | 67’                                                                   |
| 10-9-2018                                                             | Solna                                                                 | Svezia                                                                | 2 – 3                                                                 | Turchia                                                               | UEFA Nations League 2018-2019 - 1º turno                              | 1                                                                     |                                                                       |
| 11-10-2018                                                            | Kaliningrad                                                           | Russia                                                                | 0 – 0                                                                 | Svezia                                                                | UEFA Nations League 2018-2019 - 1º turno                              | -                                                                     |                                                                       |
| 16-10-2018                                                            | Solna                                                                 | Svezia                                                                | 1 – 1                                                                 | Slovacchia                                                            | Amichevole                                                            | -                                                                     | 66’                                                                   |
| 17-11-2018                                                            | Eskişehir                                                             | Turchia                                                               | 0 – 1                                                                 | Svezia                                                                | UEFA Nations League 2018-2019 - 1º turno                              | -                                                                     | 90’                                                                   |
| 20-11-2018                                                            | Solna                                                                 | Svezia                                                                | 2 – 0                                                                 | Russia                                                                | UEFA Nations League 2018-2019 - 1º turno                              | -                                                                     | 80’                                                                   |
| 23-3-2019                                                             | Solna                                                                 | Svezia                                                                | 2 – 1                                                                 | Romania                                                               | Qual. Euro 2020                                                       | 1                                                                     |                                                                       |
| 26-3-2019                                                             | Oslo                                                                  | Norvegia                                                              | 3 – 3                                                                 | Svezia                                                                | Qual. Euro 2020                                                       | 1                                                                     |                                                                       |
| 7-6-2019                                                              | Solna                                                                 | Svezia                                                                | 3 – 0                                                                 | Malta                                                                 | Qual. Euro 2020                                                       | 1                                                                     |                                                                       |
| 10-6-2019                                                             | Madrid                                                                | Spagna                                                                | 3 – 0                                                                 | Svezia                                                                | Qual. Euro 2020                                                       | -                                                                     | 27’                                                                   |
| 8-10-2020                                                             | Mosca                                                                 | Russia                                                                | 1 – 2                                                                 | Svezia                                                                | Amichevole                                                            | -                                                                     | 77’                                                                   |
| 11-10-2020                                                            | Zagabria                                                              | Croazia                                                               | 2 – 1                                                                 | Svezia                                                                | UEFA Nations League 2020-2021 - 1º turno                              | -                                                                     | 65’                                                                   |
| 14-10-2020                                                            | Lisbona                                                               | Portogallo                                                            | 3 – 0                                                                 | Svezia                                                                | UEFA Nations League 2020-2021 - 1º turno                              | -                                                                     |                                                                       |
| 14-11-2020                                                            | Solna                                                                 | Svezia                                                                | 2 – 1                                                                 | Croazia                                                               | UEFA Nations League 2020-2021 - 1º turno                              | -                                                                     | 74’                                                                   |
| 17-11-2020                                                            | Saint-Denis                                                           | Francia                                                               | 4 – 2                                                                 | Svezia                                                                | UEFA Nations League 2020-2021 - 1º turno                              | 1                                                                     | 66’                                                                   |
| 25-3-2021                                                             | Solna                                                                 | Svezia                                                                | 1 – 0                                                                 | Georgia                                                               | Qual. Mondiali 2022                                                   | 1                                                                     | 74’                                                                   |
| 28-3-2021                                                             | Pristina                                                              | Kosovo                                                                | 0 – 3                                                                 | Svezia                                                                | Qual. Mondiali 2022                                                   | -                                                                     | 83’                                                                   |
| 29-5-2021                                                             | Solna                                                                 | Svezia                                                                | 2 – 0                                                                 | Finlandia                                                             | Amichevole                                                            | -                                                                     | 77’                                                                   |
| 5-6-2021                                                              | Solna                                                                 | Svezia                                                                | 3 – 1                                                                 | Armenia                                                               | Amichevole                                                            | -                                                                     | 46’ 79’                                                               |
| 14-6-2021                                                             | Siviglia                                                              | Spagna                                                                | 0 – 0                                                                 | Svezia                                                                | Euro 2020 - 1º turno                                                  | -                                                                     | 69’                                                                   |
| 18-6-2021                                                             | San Pietroburgo                                                       | Svezia                                                                | 1 – 0                                                                 | Slovacchia                                                            | Euro 2020 - 1º turno                                                  | -                                                                     | 64’                                                                   |
| 23-6-2021                                                             | San Pietroburgo                                                       | Svezia                                                                | 3 – 2                                                                 | Polonia                                                               | Euro 2020 - 1º turno                                                  | 1                                                                     | 78’                                                                   |
| 29-6-2021                                                             | Glasgow                                                               | Svezia                                                                | 1 – 2 dts                                                             | Ucraina                                                               | Euro 2020 - Ottavi di finale                                          | -                                                                     | 97’                                                                   |
| 2-9-2021                                                              | Solna                                                                 | Svezia                                                                | 2 – 1                                                                 | Spagna                                                                | Qual. Mondiali 2022                                                   | 1                                                                     |                                                                       |
| 5-9-2021                                                              | Solna                                                                 | Svezia                                                                | 2 – 1                                                                 | Uzbekistan                                                            | Amichevole                                                            | -                                                                     | 81’                                                                   |
| 8-9-2021                                                              | Atene                                                                 | Grecia                                                                | 2 – 1                                                                 | Svezia                                                                | Qual. Mondiali 2022                                                   | -                                                                     | 53’ 77’                                                               |
| 9-10-2021                                                             | Solna                                                                 | Svezia                                                                | 3 – 0                                                                 | Kosovo                                                                | Qual. Mondiali 2022                                                   | -                                                                     |                                                                       |
| 12-10-2021                                                            | Solna                                                                 | Svezia                                                                | 2 – 0                                                                 | Grecia                                                                | Qual. Mondiali 2022                                                   | -                                                                     | 82’                                                                   |
| 11-11-2021                                                            | Batumi                                                                | Georgia                                                               | 2 – 0                                                                 | Svezia                                                                | Qual. Mondiali 2022                                                   | -                                                                     | 74’                                                                   |
| 14-11-2021                                                            | Siviglia                                                              | Spagna                                                                | 1 – 0                                                                 | Svezia                                                                | Qual. Mondiali 2022                                                   | -                                                                     |                                                                       |
| 24-3-2022                                                             | Solna                                                                 | Svezia                                                                | 1 – 0 dts                                                             | Rep. Ceca                                                             | Qual. Mondiali 2022                                                   | -                                                                     | 52’ 61’                                                               |
| 2-6-2022                                                              | Lubiana                                                               | Slovenia                                                              | 0 – 2                                                                 | Svezia                                                                | UEFA Nations League 2022-2023 - 1º turno                              | -                                                                     |                                                                       |
| 5-6-2022                                                              | Solna                                                                 | Svezia                                                                | 1 – 2                                                                 | Norvegia                                                              | UEFA Nations League 2022-2023 - 1º turno                              | -                                                                     | 78’                                                                   |
| 9-6-2022                                                              | Solna                                                                 | Svezia                                                                | 0 – 1                                                                 | Serbia                                                                | UEFA Nations League 2022-2023 - 1º turno                              | -                                                                     | 77’                                                                   |
| 12-6-2022                                                             | Oslo                                                                  | Norvegia                                                              | 3 – 2                                                                 | Svezia                                                                | UEFA Nations League 2022-2023 - 1º turno                              | -                                                                     | 59’                                                                   |
| 24-9-2022                                                             | Belgrado                                                              | Serbia                                                                | 4 – 1                                                                 | Svezia                                                                | UEFA Nations League 2022-2023 - 1º turno                              | 1                                                                     | 64’                                                                   |
| 27-9-2022                                                             | Solna                                                                 | Svezia                                                                | 1 – 1                                                                 | Slovenia                                                              | UEFA Nations League 2022-2023 - 1º turno                              | -                                                                     | 70’                                                                   |
| 19-11-2022                                                            | Malmö                                                                 | Svezia                                                                | 2 – 0                                                                 | Algeria                                                               | Amichevole                                                            | 1                                                                     | 66’                                                                   |
| 24-3-2023                                                             | Solna                                                                 | Svezia                                                                | 0 – 3                                                                 | Belgio                                                                | Qual. Euro 2024                                                       | -                                                                     | 73’                                                                   |
| 27-3-2023                                                             | Solna                                                                 | Svezia                                                                | 5 – 0                                                                 | Azerbaigian                                                           | Qual. Euro 2024                                                       | -                                                                     | 70’                                                                   |
| 16-6-2023                                                             | Solna                                                                 | Svezia                                                                | 4 – 1                                                                 | Nuova Zelanda                                                         | Amichevole                                                            | -                                                                     | cap. 61’                                                              |
| 20-6-2023                                                             | Vienna                                                                | Austria                                                               | 2 – 0                                                                 | Svezia                                                                | Qual. Euro 2024                                                       | -                                                                     | 87’                                                                   |
| 9-9-2023                                                              | Tallinn                                                               | Estonia                                                               | 0 – 5                                                                 | Svezia                                                                | Qual. Euro 2024                                                       | 1                                                                     | 64’                                                                   |
| 12-9-2023                                                             | Solna                                                                 | Svezia                                                                | 1 – 3                                                                 | Austria                                                               | Qual. Euro 2024                                                       | -                                                                     | 75’                                                                   |
| 12-10-2023                                                            | Solna                                                                 | Svezia                                                                | 3 – 1                                                                 | Moldavia                                                              | Amichevole                                                            | -                                                                     | cap. 46’                                                              |
| 16-11-2023                                                            | Baku                                                                  | Azerbaigian                                                           | 3 – 0                                                                 | Svezia                                                                | Qual. Euro 2024                                                       | -                                                                     | 60’                                                                   |
| 19-11-2023                                                            | Solna                                                                 | Svezia                                                                | 2 – 0                                                                 | Estonia                                                               | Qual. Euro 2024                                                       | 1                                                                     | 85’                                                                   |
| Totale                                                                |                                                                       | Presenze                                                              | 74                                                                    |                                                                       | Reti                                                                  | 15                                                                    |                                                                       |

## Palmarès

### Club

#### Competizioni nazionali
- Campionato svedese: 1

Elfsborg: 2012
- Coppa di Svezia: 1

Elfsborg: 2013-2014
- Campionato danese: 2

Copenhagen: 2022-2023, 2024-2025
- Coppa di Danimarca: 2

Copenhagen: 2022-2023, 2024-2025